# Михайлов Віктор Костянтинович
Віктор Костянтинович Михайлов (8 травня 1932, село Урицьке, тепер Саратовської області, Російська Федерація — 23 вересня 2003, місто Ташкент, Узбекистан) — радянський діяч, перший заступник голови Ради міністрів Узбецької РСР. Депутат Верховної ради Узбецької РСР 8—11-го скликань. Депутат Верховної Ради СРСР 11-го скликання.

## Життєпис
Народився в родині директора машинно-тракторної станції.
У 1954 році закінчив Саратовський інститут механізації сільського господарства, інженер-механік.
У 1954—1955 роках — головний інженер Джаркурганської машинно-екскаваторної станції Узбецької РСР.
У 1955—1965 роках — головний механік, начальник будівельно-монтажного управління «Сурханводбуд» Головводбуду Узбецької РСР. Керував будівництвом водогосподарських та інших виробничих об'єктів, комунально-побутових об'єктів, житла на півдні Узбецької РСР.
Член КПРС з 1958 року.
У 1965—1982 роках — завідувач відділу будівництва та промисловості Сурхандар'їнського обласного комітету КП Узбекистану; 2-й секретар Сурхандар'їнського обласного комітету КП Узбекистану.
7 червня 1982 — 30 травня 1983 року — заступник голови Ради міністрів Узбецької РСР із будівництва.
30 травня 1983 — 25 червня 1986 року — 1-й заступник голови Ради міністрів Узбецької РСР.
25 червня 1986 — 1998 року — міністр житлово-комунального господарства Узбецької РСР (Республіки Узбекистан).
Помер 23 вересня 2003 року в Ташкенті. Похований на Боткінському цвинтарі Ташкента.

## Нагороди
- орден Жовтневої Революції
- три ордени Трудового Червоного Прапора
- орден «Знак Пошани»
- орден «Дустлик» (Узбекистан)
- золота медаль ВДНГ СРСР
- три срібні медалі ВДНГ СРСР
- медалі
- Заслужений будівельник Узбецької РСР
- Почесна грамота Республіки Узбекистан (1992)